# Enhydrina zweifeli
Enhydrina zweifeli (případně Hydrophis zweifeli) je vodní, prudce jedovatý druh hada z rodu vodnářů (Hydrophis) nebo Enhydrina, z čeledi korálovcovití (Elapidae).
Had nemá české pojmenování. V angličtině se mu říká Sepik beaked sea snake, což lze přeložit jako „sepický mořský had se zobákem“ (podle novoguinejské řeky Sepik, jejíž vody také obývá).

## Výskyt
Enhydrina zweifeli se vyskytuje na Nové Guineji a na některých místech Austrálie (Severní teritorium a Queensland).

## Taxonomie
V minulosti byli tito hadi považování za stejný druh s vodnáři kobřími (Enhydrina schistosa). Poté byla prozkoumána jejich DNA, přičemž byly objeveny odchylky mezi zvířaty z obou testovaných skupin, proto je v současné době tento had považován za samostatný druh. Jejich vzájemná podoba je zřejmě dána konvergentní evolucí. Zařazení obou druhů je nicméně zatím provizorní, uvažuje se o jejich přesunu do rodu Hydrophis.

## Ohrožení
Jelikož existuje jen minimum informací, není možné přesně říci, zda je tento druh ohrožen. IUCN ho tedy vede v kategorii DD, neboli nedostatek údajů.